# 小行星7488
小行星7488（英語：7488 Robertpaul）是一颗围绕太阳公转的小行星。1995年5月27日，C. W. Hergenrother在卡特林那发现了此天体。
这颗小行星的绝对星等为54.42786等。